# Carmenta deceptura
Carmenta deceptura is een vlinder uit de familie wespvlinders (Sesiidae), onderfamilie Sesiinae.
Carmenta deceptura is voor het eerst wetenschappelijk beschreven door Butler in 1874. De soort komt voor in het Neotropisch gebied.